# 11 Canis Majoris
11 Canis Majoris è una stella della costellazione del Cane Maggiore.
È caratterizzata da una magnitudine apparente di 5,3 e dista 644 anni luce dalla Terra.